# Campeonato Cabo-Verdiano de Futebol de 2014
O Campeonato Cabo-Verdiano de futebol de 2014 foi a 35ª edição da Campeonato Cabo-Verdiano de Futebol, competição de futebol.  O número de clubes de edição foi 12.
O campeão do torneio foi o Clube Sportivo Mindelense conqustou o deze título. Não clubes jogar em Liga dos Campeões da África de 2015 e 2015 CAF Copa de Confederações.

## Clubes
- Clube Sportivo Mindelense, campeão do campeonato do 2013
- Académica Operária, campeão de Liga Insular da Boa Vista
- Sporting Clube da Brava, campeão de Liga Insular da Brava
- Académica do Fogo, campeão de Liga Insular de Fogo
- Académica da Calheta, campeão de Liga Insular do Maio[1]
- Grémio Nhagar, campeão de Liga Insular do Santiago (Zona Norte)
- Sporting Clube da Praia, campeão de Liga Insular de Santiago (Zona Sul)
- Paulense, campeão de Liga Insular de Santo Antão (Zona Norte)[2]
- Associação Académica do Porto Novo, campeão de Liga Insular de Santo Antão (Zona Sul)[3]
- SC Atlético, campeão de Liga Insular de São Nicolau[4]
- FC Derby, campeão de Liga Insular de São Vicente

### Informações sobre o clubes
| Clube                              | Localização          | Estádio            |
| ---------------------------------- | -------------------- | ------------------ |
| Académica da Calheta               | Calheta Vila do Maio | Maio               |
| Académica do Fogo                  | São Filipe           | 5 de Julho         |
| Associação Académica do Porto Novo | Porto Novo           | Amílcar Cabral     |
| Académica Operária                 | Sal Rei              | Arsénio Ramos      |
| SC Atlético                        | Ribeira Brava        | João de Deus       |
| Futebol Clube de Derby             | Mindelo              | Adérito Sena       |
| Grémio Nhagar                      | Assomada             | Cúmbem             |
| Clube Sportivo Mindelense          | Mindelo              | Adérito Sena       |
| Paulense                           | Paúl                 | João da Serra      |
| Sporting Clube da Praia            | Praia                | Várzea             |
| Sporting Clube da Brava            | Vila Nova Sintra     | Aquiles d'Oliveira |
| Verdun                             | Espargos             | Marcelo Leitão     |

## Resumo da Temporada
A edição 2014 da Campeonato Nacional teve o Clube Sportivo Mindelense.

### Classificação Final

#### Grupo A
| # | Equipa                             | J | V | E | D | GP | GC | SG | Pts | Classificação                                                      |
| - | ---------------------------------- | - | - | - | - | -- | -- | -- | --- | ------------------------------------------------------------------ |
| 1 | Sporting Clube da Praia            | 5 | 4 | 1 | 0 | 7  | 1  | +6 | 13  | Qualificado para Semi-final do Campeonato cabo-verdiano de futebol |
| 2 | Associação Académica do Porto Novo | 5 | 2 | 2 | 1 | 7  | 2  | +5 | 8   | Qualificado para Semi-final do Campeonato cabo-verdiano de futebol |
| 3 | Grémio Nhagar                      | 5 | 2 | 2 | 1 | 6  | 5  | +1 | 8   |                                                                    |
| 4 | Paulense DC                        | 5 | 1 | 1 | 3 | 4  | 6  | −2 | 4   |                                                                    |
| 5 | Futebol Clube de Derby             | 5 | 1 | 1 | 3 | 4  | 6  | −2 | 4   |                                                                    |
| 6 | Sporting Clube da Praia            | 5 | 0 | 2 | 3 | 3  | 12 | −9 | 2   |                                                                    |

Fonte: [carece de fontes?]
Regras para classificação: 1º pontos; 2º saldo de gols; 3º gols pró.
(C) = Campeão; (R) = Rebaixado; (P) = Promovido; (O) = Vencedor do play-off; (A) = Classificado para a próxima fase. 
Somente aplicável se a temporada não tiver terminado: 
(Q) = Classificado para a fase do torneio indicada; (TQ) = Classificado para o torneio, mas não para a fase indicada; (DQ) = Desclassificado do torneio.

#### Grupo B
| # | Equipa                    | J | V | E | D | GP | GC | SG  | Pts | Classificação                                                 |
| - | ------------------------- | - | - | - | - | -- | -- | --- | --- | ------------------------------------------------------------- |
| 1 | Clube Sportivo Mindelense | 5 | 4 | 0 | 1 | 9  | 2  | +7  | 12  | Qualificado para Final do Campeonato cabo-verdiano de futebol |
| 2 | Académica do Fogo         | 5 | 3 | 1 | 1 | 15 | 1  | +14 | 10  | Qualificado para Final do Campeonato cabo-verdiano de futebol |
| 3 | SC Atlético               | 5 | 2 | 1 | 2 | 3  | 3  | 0   | 7   |                                                               |
| 4 | Académica da Calheta      | 5 | 2 | 0 | 3 | 5  | 8  | −3  | 6   |                                                               |
| 5 | Académica Operária        | 5 | 2 | 0 | 3 | 3  | 9  | −6  | 6   |                                                               |
| 5 | Sport Clube Verdun        | 5 | 0 | 1 | 4 | 3  | 7  | −4  | 1   |                                                               |

Fonte: [carece de fontes?]
Regras para classificação: 1º pontos; 2º saldo de gols; 3º gols pró.
(C) = Campeão; (R) = Rebaixado; (P) = Promovido; (O) = Vencedor do play-off; (A) = Classificado para a próxima fase. 
Somente aplicável se a temporada não tiver terminado: 
(Q) = Classificado para a fase do torneio indicada; (TQ) = Classificado para o torneio, mas não para a fase indicada; (DQ) = Desclassificado do torneio.

Fonte: 

## Jogos
O groupe e calendário sortam em 15 de fevererio em capital Praia por Federação Caboverdiano de Futebol.
| Académica PN   | 0 - 0 | Sporting Praia       | 6 de abril |
| FC Derby       | 1 - 1 | Grémio Nhágar        | 6 de abril |
| Sporting Brava | 1 - 1 | Paulense             | 6 de abril |
| CS Mindelense  | 4 - 0 | Acádemica Operária   | 5 de abril |
| SC Atlético    | 1 - 0 | Académica da Calheta | 6 de abril |
| Verdun         | 2 - 2 | Académica do Fogo    | 5 de abril |

| Académica PN         | 2 - 1 | FC Derby           | 13 de abril |
| Grémio Nhágar        | 1 - 1 | Sporting Brava     | 12 de abril |
| Paulense             | 0 - 1 | Sporting Praia     | 12 de abril |
| CS Mindelense        | 1 - 0 | SC Atlético        | 12 de abril |
| Académica da Calheta | 2 - 1 | Verdun             | 12 de abril |
| Académica do Fogo    | 2 - 0 | Acádemica Operária | 12 de abril |

| Grémio Nhágar        | 1 - 0 | Académica PN      | 19 de abril |
| FC Derby             | 0 - 1 | Paulense          | 19 de abril |
| Sporting Praia       | 3 - 0 | Sporting Brava    | 19 de abril |
| Académica da Calheta | 0 - 2 | CS Mindelense     | 19 de abril |
| SC Atlético          | 1 - 1 | Académica do Fogo | 19 de abril |
| Acádemica Operária   | 1 - 0 | Verdun            | 19 de abril |

| Sporting Praia     | 2 - 1 | Grémio Nhágar        | 26 de abril |
| Sporting Brava     | 1 - 2 | FC Derby             | 27 de abril |
| Paulense           | 0 - 0 | Académica PN         | 26 de abril |
| Acádemica Operária | 1 - 3 | Académica da Calheta | 26 de abril |
| Verdun             | 0 - 1 | SC Atlético          | 26 de abril |
| Académica do Fogo  | 2 - 1 | CS Mindelense        | 26 de abril |

| Académica PN         | 5 - 0 | Sporting Brava     | 4 de maio |
| Grémio Nhágar        | 2 - 1 | Paulense           | 4 de maio |
| FC Derby             | 0 - 1 | Sporting Praia     | 4 de maio |
| CS Mindelense        | 1 - 0 | Verdun             | 3 de maio |
| Académica da Calheta | 0 - 3 | Académica do Fogo  | 3 de maio |
| SC Atlético          | 0 - 1 | Acádemica Operária | 3 de maio |

## Tempo finals
- Referência: [7]

### Semi-finais
| 10 de maio de 2014 | Associação Académica do Porto Novo | 0:0 | Clube Sportivo Mindelense | Estádio Municipal do Porto Novo Porto Novo |
| 15:30 (UTC-1)      |                                    |     |                           | Árbitro: Manuel Timas Mendes               |

| 10 de maio de 2014 | Académica do Fogo | 0:0 | Sporting Clube da Praia | Estádio 5 de Julho São Filipe |
| 15:30 (UTC-1)      |                   |     |                         | Árbitro: Victor Lima          |

| 17 de maio de 2014 | Clube Sportivo Mindelense     | 3:0 | Associação Académica do Porto Novo | Adérito Sena Mindelo           |
| 15:30 (UTC-1)      | Nhambu 31' · Catchupa 63' 72' |     |                                    | Árbitro: Jaime Noel Figueiredo |

| 17 de maio de 2014 | Sporting Clube da Praia | 2:2 | Académica do Fogo    | Estádio da Várzea Praia   |
| 15:30 (UTC-1)      | Ró 23' 51'              |     | Sy 16' · Cláudio 81' | Árbitro: Alberto Monteiro |

### Finais
| 24 de maio de 2014 | Clube Sportivo Mindelense | 2:1 | Associação Académica do Fogo | Estádio Municipal Adérito Sena Mindelo |
| 15:30 (UTC-1)      | Patchico 7' · Sidney 81'  |     | Victor 29'                   | Árbitro: Aristides Rodrigues           |

| 31 de maio de 2014 | Associação Académica do Fogo | 0:0 | Clube Sportivo Mindelense | Estádio 5 de Julho São Filipe |
|                    |                              |     |                           | Árbitro: Antonio Rodrigues    |

| Venceador Clube Sportivo Mindelense 10a título |

## Estadísticas
- Melhor vitória:

Académica PN 5-0 Sporting Brava (4 de maio)